# Antheua albifasciata
Antheua albifasciata är en fjärilsart som beskrevs av George Francis Hampson 1910. Antheua albifasciata ingår i släktet Antheua och familjen tandspinnare. Inga underarter finns listade i Catalogue of Life.